# Białka Wielka
Białka Wielka (ukr. Велика Білка) – wieś na Ukrainie, w obwodzie tarnopolskim, w rejonie krzemienieckim.
Znajduje tu się przystanek kolejowy Białka, położony na linii Szepetówka – Tarnopol.

## Historia
Przynależność administracyjna przed 1939 r.: gmina Wyszogródek, powiat krzemieniecki, województwo wołyńskie.